# 西巩驿镇
西巩驿镇，是中华人民共和国甘肃省定西市安定区下辖的一个乡镇级行政单位。

## 行政区划
西巩驿镇下辖以下地区：
安乐村、肖川村、华尖村、新寺村、寺坪村、南河村、中驿村、花沟村、新街村、营坊村、栗川村、河畔村、罗川村、百页村、涝池村和小溪村。